# Fase española de la Copa de las Regiones UEFA 2017-18
La Fase española de la Copa de las Regiones UEFA 2017-18 fue la undécima edición del campeonato que sirve para definir el representante de España a la Copa de las Regiones de la UEFA, donde el campeón participa en la edición de 2019.

## Fases

### XI Copa de las Regiones de la UEFA 2017-18
Primera fase

Grupo A (Asturias)
| Asturias  | Cantabria | 4-2 |
| Cantabria | Galicia   | 1-0 |
| Galicia   | Asturias  | 3-0 |

Se clasifica: Galicia
Grupo B (Castilla y León)
| Castilla y León | Islas Canarias | 1-0 |
| Melilla         | Islas Canarias | 0-1 |
| Castilla y León | Melilla        | 2-0 |

Se clasifica: Castilla y León
Grupo C (Cataluña)
| Cataluña | Navarra     | 1-1 |
| Navarra  | Extremadura | 1-3 |
| Cataluña | Extremadura | 9-0 |

Se clasifica: Cataluña
Grupo D (C. Valenciana)
| Comunidad Valenciana | Andalucía | 3-1 |
| Murcia               | Andalucía | 1-6 |
| Comunidad Valenciana | Murcia    | 2-1 |

Se clasifica:  Comunidad Valenciana
Grupo E (Madrid)
| Madrid | Castilla-La Mancha | 0-1 |
| Ceuta  | Castilla-La Mancha | 1-1 |
| Ceuta  | Madrid             | 1-4 |

Se clasifica: Castilla-La Mancha
Grupo F (País Vasco)
| País Vasco     | Aragón         | 0-1 |
| Aragón         | Islas Baleares | 2-0 |
| Islas Baleares | País Vasco     | 0-4 |

Se clasifica: Aragón
Fase intermedia
| Galicia              | Comunidad Valenciana | 1-2 |
| Comunidad Valenciana | Galicia              | 1-0 |

| Cataluña        | Castilla y León | 3-1 |
| Castilla y León | Cataluña        | 2-0 |

Semifinales
| 30 de marzo de 2018, 10:15 h. | Comunidad Valenciana | 0-0 (2-4) | Castilla-La Mancha | Pedro Sancho, Zaragoza |  |

| 30 de marzo de 2018, 12:30 h. | Aragón | 0-1     | Castilla y León      | Pedro Sancho, Zaragoza                                  |                                                         |
|                               |        | Reporte | 87' Juanan del Álamo | Asistencia: 1000 espectadores Árbitro(s): Barrio Menoyo | Asistencia: 1000 espectadores Árbitro(s): Barrio Menoyo |

Final
| 1 de abril de 2018, 11:30 h.           | Castilla y León | (4) 0-0 (3) | Castilla-La Mancha | Pedro Sancho, Zaragoza     |                            |
|                                        |                 | Reporte     |                    | Árbitro(s): Marcos Latorre | Árbitro(s): Marcos Latorre |
| Castilla y León vence por penaltis 4-3 |                 |             |                    |                            |                            |

| Tanda de penaltis |  |     |  |                |
| Gerica            |  | 0-0 |  | Juanan         |
| Zurdo             |  | 1-1 |  | Ruba           |
| Dani Cabezuelo    |  | 2-2 |  | Javi Amor      |
| Pepe Delgado      |  | 3-3 |  | Zazu           |
| Prada             |  | 3-4 |  | Roberto Puente |

| CASTILLA Y LEÓN                                                                           | CASTILLA-LA MANCHA                                                             |
| ----------------------------------------------------------------------------------------- | ------------------------------------------------------------------------------ |
| Carmona                                                                                   | Javi Alonso                                                                    |
| Charly                                                                                    | Agus                                                                           |
| Luis Obispo                                                                               | Cuevas                                                                         |
| Dani Burgos                                                                               | Dani Cabezuelo                                                                 |
| Juanan                                                                                    | Pepe Delgado                                                                   |
| Dani Martínez                                                                             | Vicky                                                                          |
| Zazu                                                                                      | Gerica                                                                         |
| Roberto Puente                                                                            | Zurdo                                                                          |
| Piojo                                                                                     | Moya                                                                           |
| Borrego                                                                                   | Pascu                                                                          |
| Ruba                                                                                      | Adibe                                                                          |
| E. Mario Sánchez García                                                                   | E. Antonio Luis Cazalilla Cano                                                 |
| Cambios Borrego (Javi Amor, min.60) Dani Martínez (Conejo, min.70) Piojo (Adrián, min.85) | Cambios Pascu (Velázquez, min.72) Cuevas (Juanpe, min.76) Agus (Neila, min.94) |
| Amonestados Piojo Conejo                                                                  | Amonestados Pascu Pepe Delgado                                                 |